# Savissivik
Savissivik (Savigsivik avant 1973) est un village groenlandais situé dans la municipalité d'Avannaata. La population était de 58 habitants en 2009.

## Géographie
Le village est situé dans le nord-ouest du Groenland, sur l'île Meteorite, près de la côte nord de la baie de Melville.

## Démographie

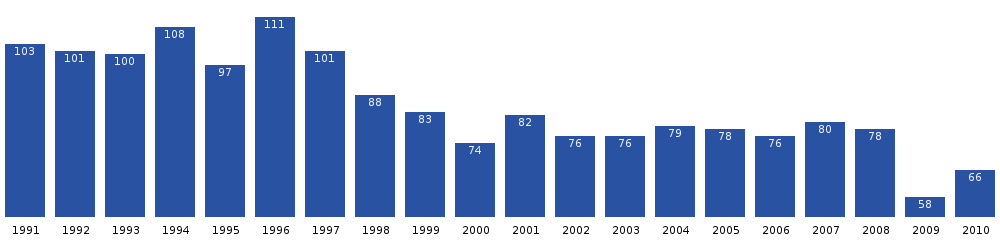
Diagramme de population de Savissivik.